# VeloMetropolis
VeloMetropolis – małopolski odcinek europejskiej trasy rowerowej EuroVelo 4 (sieć EuroVelo), zaczynający się w Jawiszowicach, a kończący się w Jodłówce-Wałkach. Jest jedną z 8 głównych tras rowerowych w województwie małopolskim sieci VeloMałopolska. Regulamin dopuszcza poruszanie się po trasie pieszych oraz rolkarzy.

## Przebieg trasy[4]
Zestawienie najważniejszych miejscowości na trasie VeloMetropolis (pogrubioną czcionką zaznaczone miejscowości gdzie znajduje się stacja kolejowa PKP):
- Jawiszowice 0km
- Oświęcim 20km
- Gromiec 39km
- Jankowice 44km
- Kamień 57km
- Łączany 61km
- Czernichów 68km
- Skawina (kładka) 83km
- Kraków (most Grunwaldzki) 99km
- Niepołomice 126km

Przebieg trasy VeloMetropolis

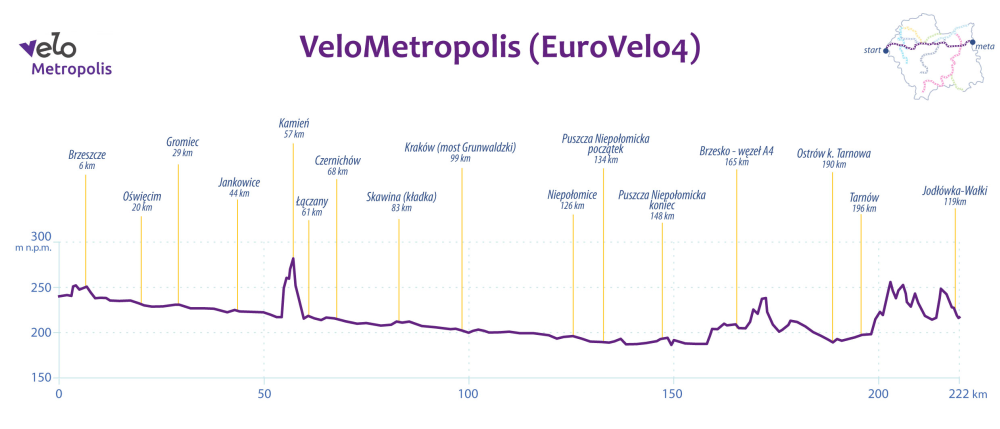
Profil trasy VeloMetropolis

- Puszcza Niepołomicka (początek) - 134km
- Puszcza Niepołomicka (koniec) - 148km
- Brzesko (węzeł A4) 165km
- Ostrów 190km
- Tarnów 196km
- Jodłówka-Wałki 219km

## Atrakcje na trasie
Na przebiegu trasy VeloMetropolis oraz w jej bliskim otoczeniu znajduje się wiele atrakcyjnych obiektów przyrodniczych i historycznych. Są to liczne zamki, kościoły (szlak Architektury Drewnianej), muzea, parki narodowe, zabytki.
Poniżej zostały zestawione w kolejności od początku trasy do końca najważniejsze atrakcje:
- Stara Synagoga w Tarnowie (Bima)
- Ratusz w Tarnowie
- Puszcza Niepołomicka
- Zamek Królewski w Niepołomicach
- Wawel
- Opactwo Benedyktynów w Tyńcu

## Stan trasy

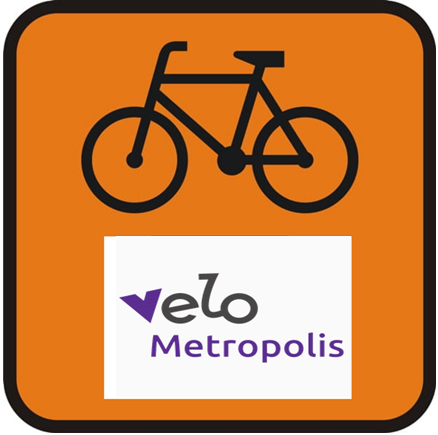
Oznakowanie trasy VeloMetropolis (znak R-4 z logiem trasy)

Trasa VeloMetropolis w założeniu jest zbudowana w standardzie tras EuroVelo, czyli:
- gwarantuje ciągłość oraz odseparowanie trasy rowerowej od ruchu drogowego
- posiada utwardzoną nawierzchnię (najczęściej asfaltową) przejezdną w każdych warunkach pogodowych
- szerokość trasy umożliwia płynny ruch rowerów (także wielośladowych, takich jak rowery z dwukołowymi przyczepkami i rowery z napędem ręcznym).
- łączna suma wzniesień lub spadków wysokości na odcinku dziennym nie przekracza 1000 m.
- posiada czytelne i jasne oznakowanie, które gwarantuje łatwe odnalezienie się na szlaku.
- styk trasy rowerowej z linią kolejową umożliwia zarówno dojazd na trasy, jak i możliwości alternatywnego środka transportu w razie nieprzewidzianych trudności na szlaku, zapewniając dodatkowy komfort rowerzystom.
Aktualny stan trasy VeloMetropolis dostępny na stronie Urzędu Marszałkowskiego Województwa Małopolskiego.

## Miejsca Obsługi Rowerzystów
Na trasie rowerowej VeloMetropolis znajdują się następujące punkty Miejsca Obsługi Rowerzystów (MOR):
| MOR                | Zdjęcie |
| ------------------ | ------- |
| MOR Brzeszcze      |         |
| MOR Oświęcim       |         |
| MOR Gromiec        |         |
| MOR Rozkochów      |         |
| MOR Łączany        |         |
| MOR Niepołomice    |         |
| MOR Wola Batorska  |         |
| MOR Bogucice       |         |
| MOR Wierchosławice |         |
| MOR Tarnów         |         |

## Mapy odcinków VeloMetropolis[8]

VeloMetropolis - mapa 1 (Oświęcim)
VeloMetropolis mapa 2 - (Zator)
VeloMetropolis mapa 3 - Na zachód od Krakowa
VeloMetropolis mapa 4 - (Kraków)
VeloMetropolis mapa 5 - (Puszcza Niepołomicka)
VeloMetropolis mapa 6 - (Ujście Solne)
VeloMetropolis mapa 7 -(Północno-wschodnia Małopolska)
VeloMetropolis mapa 8- (Tarnów i okolice)

## Połączenia z innymi trasami
- VeloDunajec
- VeloNatura (małopolski odcinek EuroVelo 11)
- Wiślana Trasa Rowerowa (WTR)